# Alexandru Bulai
Alexandru Bulai (n. 27 iunie 1934, Șerbănești, județul Galați) a fost un opozant al regimului comunist.

## Biografie
Alexandru Bulai s-a născut la 27 iunie 1934 în comuna Șerbănești, județul Galați. După absolvirea liceului s-a înscris la Facultatea de Filozofie, Secția de Ziaristică a Universității din București. A participat, când era student în anul I, la organizarea mișcărilor revendicative ale studenților din București în 1956 (vezi Mișcările studențești din București din 1956). Împreună cu Dumitru Arvat, Romulus Resiga, Ioan Zane și Aurel Lupu a constituit "Comitetul Național Român" cu intenția de a redacta și difuza manifeste cu caracter anticomunist. A fost arestat la 14 martie 1958 fiind anchetat de locotenent major Nicolae Trandafir, locotenent major Alexandru Iordan și locotenentul major Ilie Iliescu. A fost judecat în lotul care îi purta numele, fiind condamnat prin sentința Nr. 585 din 24 iunie 1958 a Tribunalului Militar București la 15 ani muncă silnică.
A fost eliberat, în baza decretului de grațiere Nr. 310/1964, la 23 iunie 1964. Nu și-a reluat studiile universitare și a lucrat ca funcționar la Centrofar, Bacău. 